# 李濟深
李济深（1885年—1959年10月9日），广西苍梧人，原名濟琛，字任潮:3319。原籍江苏，中国国民党军人，政治家，中华民国陆军上将，中华人民共和国政治人物，原正国级领导人。曾于黄埔军校任教，北伐期间支持蒋中正的四一二事件，之后又多次反蒋，曾于福建事变时成立中华共和国人民革命政府並任政府主席。中國抗日戰爭爆發後，響應中國共產黨一致抗日之號召，反對國民政府之反共政策:3319。抗战胜利后脱离蒋中正之中国国民党。1948年發起成立中国国民党革命委员会，任主席:3319。中华人民共和国成立后，历任中央人民政府副主席、全国人大常委会副委员长、全国政协副主席:3319。

## 生平

### 教育至黃埔

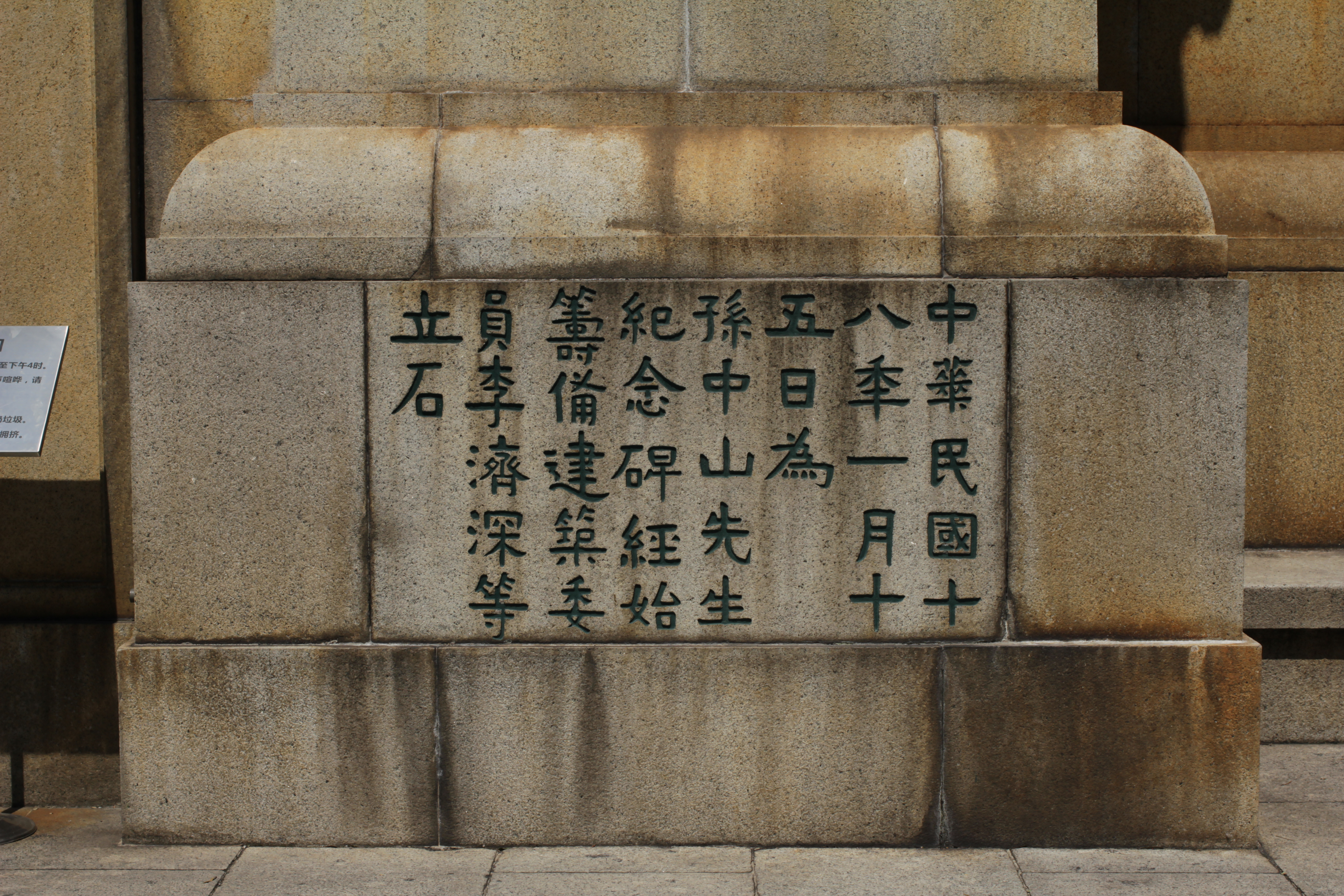
廣州孫中山先生紀念碑奠基，由李濟深所撰寫。

李济深曾在梧州市中学堂（现梧州市第一中学）读书，是胡汉民的學生。后转学广东黄埔两广将弁学堂（與广东陆军中学堂合併，后更名为廣東陸軍速成學校），与邓铿为同学。之后入读保定陆军军官学堂（保定陸軍軍官學校前身）。1912年辛亥革命后，任广东北伐军第二十二师参谋长。北京陆军大学毕业:3319，后留校任教。1920年应邓铿之邀，任陈炯明建国粤军第一师参谋长。邓铿被杀后，梁鸿楷继任。不久，李任粵军第一师代理师长:3319。1922年冬参与策动粤军反戈驱逐陈炯明。1923年任梧州西江善后处长，曾动员李宗仁、黄绍竑加入国民党；有「半个桂系」之称。1924年黃埔軍校建校，李济深任教练部少将主任。1925年国民政府在广州成立，建国粤军第一师改編成国民革命军第四军，李济深任第四军军长:3319。第四军之下辖两个师及一个独立旅。

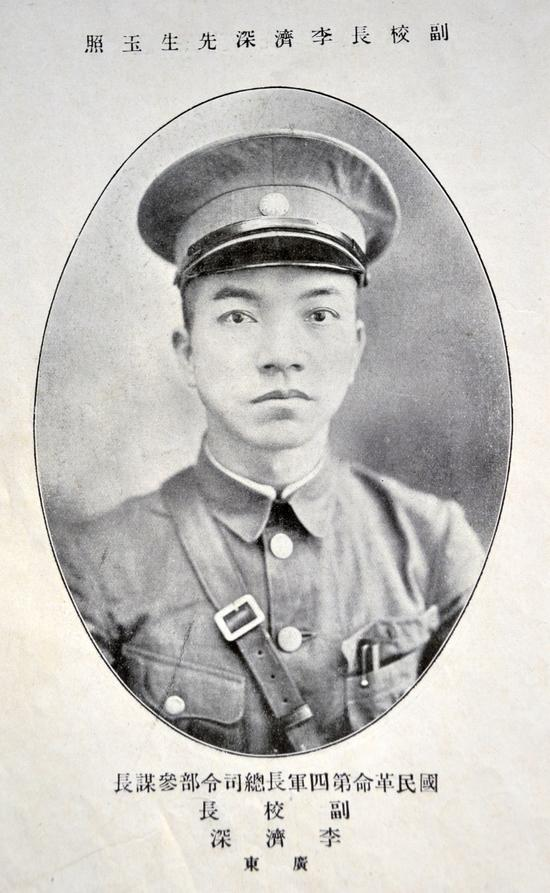
时任黄埔副校长的李济深

### 北伐至四一二事件
1926年，北伐开始，李济深兼任国民革命军总司令部参谋长:3319，黄埔军校副校长:3319，总司令部留守主任，广东省政府主席等职。1927年4月宁汉分裂之际，李济深到上海參加蒋中正在上海召开的会议，返回广州后展开反共，參加“广州四一五事变”:3319。南京國民政府成立后，李任国民政府委员，军事委员会总参谋长，政治会议广州分会主席，第八路军总指挥（由第四军扩充）。同年8月共产党在南昌发动南昌起义，李派部到潮州、梅州一帶镇压。年中，随着编遣裁兵运动之进行，李對蔣的態度也由親轉疏。1928年10月，蔣與李濟深會談，商議廣東和中央財政統一之事，未果。

### 闽变至抗战
1929年3月蔣中正和桂系爆发蒋桂战争。李济深当时執掌广东军政大权，3月12日去南京斡旋蒋桂战争，3月21日蒋介石请他去赴宴，被扣留在湯山俱樂部，並被永远开除党籍，监禁两年直至九一八事变后获释并恢复党籍；監禁期間一直有吳稚暉陪同。30日，陈铭枢、陈济棠等发表联名通电，聲明粤省军队所据。为党国所有不供一派一系之指挥驱策，至此李济深失去了广东的支持。
1933年與方鼎英、第十九路军陈铭枢等組成「革命军事委员会」，提出拥胡反蔣、抗共抗日，再被南京永远开除党籍。同年11月，閩變爆發，李濟深與陳銘樞等人在福州成立抗日反蒋的「中华共和国人民革命政府」:3319，任主席兼军委主席:3319，提出与中共合作。事败后，李出走香港。1935年7月25日，李济深与陈铭枢、蒋光鼐、蔡廷锴等原十九路军将领在香港建立了“中华民族革命同盟”，简称“大同盟”，李济深为主席。
1937年抗日戰爭爆發後，國民政府撤銷對李濟深的通缉，任李為軍事委員會委員，桂林行营主任，軍事参議院院長等職。1938年4月9日，恢復國民黨籍。1944年8月，乘湖南战局危急，暗通美国顾问史迪威，密谋另立政府，迫蒋下野。1945年，李被選為國民黨中央監察委員。

### 內戰至民革

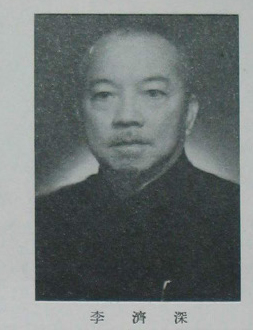
晚年李济深（摄于1949年）

在國共內戰時期，1947年2月，李济深前往香港，公开反蒋。3月9日，李济深在香港发表《对时局意见》，号召中国国民党內人士「站出来改正反动派错误」，再被中国国民党开除党籍，5月份被永远开除出国民党。
1948年1月，在香港成立中国国民党革命委员会，推举宋庆龄为荣誉主席，李济深任中央委员会主席，何香凝、冯玉祥等原中国国民党党员被推为委员。同年5月，接任中国致公党中央主席，赴东北解放区。1949年1月22日，發表「時局聲明」，響應中國共產黨1948年5月1日提出召開「新政協」，「解決國是之主張」:140。9月，到北平参加中国人民政治协商会议第一届全体会议。10月，任中华人民共和国中央人民政府委员会副主席、全国政协副主席。之后在1954年任全国人大常委会副委员长、全国政协副主席。1954年9月，他出席第一次会议讨论宪法草案，期间并发言。1959年10月9日因胃癌在北京病逝，终年74岁。

## 子女后代
李济深有子女多人，当中李沛文为民盟中央委员、第二至六届政协委员，李沛瑶曾任民革中央主席、全国人大常委会副委員長。
- 儿子李沛文、李沛金、李沛钰、李沛琼、李沛瑶、李沛钤、李保和
- 女儿李筱薇、李筱莲、李筱桐、李筱菊、李筱松